# 薛群基
薛群基（1942年11月28日—），男，山东沂南人，中国特种润滑材料专家，中国工程院院士，中国科学院兰州化学物理研究所学术委员会主任，中国科学院宁波材料技术与工程研究所科学技术委员会主任，研究员。

## 生平
1965年，毕业于山东大学。1967年，于中国科学院兰州化学物理研究所获硕士学位。
1997年，当选中国工程院院士。